# Michael Ellis DeBakey
Michael Ellis de Bakey (ur. 7 września 1908 w Lake Charles, Luizjana, zm. 11 lipca 2008 w Houston, Teksas) – chirurg amerykański, który był jednym z twórców kardiochirurgii i chirurgii naczyń. Za swoje dokonania został wyróżniony między innymi Nagrodą im. Alberta Laskera w dziedzinie klinicznych badań medycznych, która w roku 2008 dla uhonorowania De Bakeya została nazwana: Lasker~DeBakey Clinical Medical Research Award.
Jako pierwszy w 1958 zastąpił naczynie krwionośne protezą naczyniową z tworzywa sztucznego. De Bakey był pionierem chirurgii naczyniowej i kardiochirurgii. Zmodyfikował w 1934 wynalezioną i opatentowaną w 1855 przez Portera i Bradleya pompę rolkową , co umożliwiło jej stosowanie w transfuzji krwi a w latach 50. XX w. dalsza jego modyfikacja pompy umożliwiła jej zastosowanie w sztucznym płuco-sercu.
Wykonywane dziś operacje naczyniowe, takie jak operacja tętniaka aorty z użyciem protezy z tworzywa sztucznego, endarterektomia tętnic szyjnych są autorstwa dr De Bakeya, który zapoczątkował stosowanie protez naczyniowych z tworzyw sztucznych.
W latach 60. XX w. dr DeBakey i jego zespół chirurgów byli jednymi z pierwszych, którzy nagrywali operacje na taśmie filmowej.
Jest twórcą MicroMed DeBakeyVAD z przepływem osiowym, które ma zastosowanie w długoterminowym leczeniu niewydolności krążenia oraz jako pomost do przeszczepu serca.  
W 1980 DeBakey należał do zespołu leczącego krótko przed jego śmiercią Josipa Broz Tito z powodu niedokrwienia dolnej kończyny.
W 1996 (wieku 88 lat) nadzorował leczenie prezydenta Rosji Borysa Jelcyna.